# Rhadinodonta rufidens
Rhadinodonta rufidens är en stekelart som först beskrevs av Wesmael 1845.  Rhadinodonta rufidens ingår i släktet Rhadinodonta och familjen brokparasitsteklar. Inga underarter finns listade i Catalogue of Life.